# フルールカップ
フルールカップは、ホッカイドウ競馬で施行される地方競馬の重賞（H3）競走である。ソメスサドルより優勝杯の寄贈を受けており、正式名称は「ソメスサドル杯 フルールカップ」と表記される。

## 概要
2歳戦の番組充実を目的として2014年に新設された、2歳牝馬限定の重賞競走。ホッカイドウ競馬のグレードでは、H3に格付けされた。創設時の距離は1000mで2023年より1200mで行われている。
かつてはホッカイドウ競馬で世代最初に行われる2歳牝馬限定の重賞競走だったが、2023年からはリリーカップのあとに行われる世代2戦目の牝馬限定重賞となっている。2022年までは地方全国交流競走として他地区所属馬も出走可能だったが、2023年から北海道所属限定戦となった。また、JRA認定競走（上級認定競走）でもあり、優勝馬は認定馬となる。

### 条件・賞金等（2025年）
出走条件
サラブレッド系2歳牝馬、北海道所属
負担重量
定量（55kg）
賞金額
1着400万円、2着112万円、3着84万円、4着56万円、5着28万円。
副賞
日本軽種馬協会の「NAR2歳牝馬限定競走勝馬馬主への副賞贈呈事業」対象競走であり、優勝馬馬主には副賞金40万円が贈られる。
スタリオンシリーズに指定されており、サトノクラウンの次年度配合権利が優勝馬馬主への副賞となっている。
優先出走権付与
2着以上の馬にエーデルワイス賞の優先出走権が付与される。

### 過去の副賞
2014年の第1回からスタリオンシリーズ競走に指定されている。
| 年     | 種牡馬                   | 付与対象者 | 出典   |
| ------ | ------------------------ | ---------- | ------ |
| 2014年 | ジャングルポケット       | 馬主       | [ 7 ]  |
| 2015年 | ジャングルポケット       | 馬主       | [ 8 ]  |
| 2016年 | フェノーメノ             | 馬主       | [ 9 ]  |
| 2017年 | フェノーメノ             | 馬主       |        |
| 2018年 | フェノーメノ             | 馬主       |        |
| 2019年 | アメリカンペイトリオット | 馬主       |        |
| 2020年 | アメリカンペイトリオット | 馬主       |        |
| 2021年 | アメリカンペイトリオット | 馬主       | [ 10 ] |
| 2022年 | アメリカンペイトリオット | 馬主       | [ 11 ] |
| 2023年 | アメリカンペイトリオット | 馬主       | [ 12 ] |
| 2024年 | アメリカンペイトリオット | 馬主       | [ 13 ] |

## 歴代優勝馬
すべて門別競馬場ダートコースで施行。
| 回数   | 施行日        | 距離  | 頭数 | 優勝馬             | 性齢 | 所属   | タイム | 優勝騎手 | 管理調教師 | 馬主                     |
| ------ | ------------- | ----- | ---- | ------------------ | ---- | ------ | ------ | -------- | ---------- | ------------------------ |
| 第1回  | 2014年8月14日 | 1000m | 9頭  | コパノハート       | 牝2  | 北海道 | 1:00.1 | 岩橋勇二 | 田中淳司   | 小林祥晃                 |
| 第2回  | 2015年8月13日 | 1000m | 6頭  | モダンウーマン     | 牝2  | 北海道 | 1:01.6 | 阿部龍   | 角川秀樹   | （有）グランド牧場       |
| 第3回  | 2016年8月11日 | 1000m | 10頭 | ピンクドッグウッド | 牝2  | 北海道 | 1:00.4 | 吉原寛人 | 田中淳司   | 尾崎智大                 |
| 第4回  | 2017年8月17日 | 1000m | 11頭 | ボーダレスガール   | 牝2  | 北海道 | 1:01.5 | 服部茂史 | 田中淳司   | 吉田照哉                 |
| 第5回  | 2018年8月16日 | 1000m | 9頭  | アークヴィグラス   | 牝2  | 北海道 | 1:01.0 | 石川倭   | 小野望     | アークフロンティア（株） |
| 第6回  | 2019年8月15日 | 1000m | 11頭 | コーラルツッキー   | 牝2  | 北海道 | 1:00.4 | 服部茂史 | 田中淳司   | （株）皐月               |
| 第7回  | 2020年8月12日 | 1000m | 12頭 | マーサマイディア   | 牝2  | 北海道 | 59.7   | 桑村真明 | 角川秀樹   | （有）グランド牧場       |
| 第8回  | 2021年8月11日 | 1000m | 10頭 | スティールルージュ | 牝2  | 北海道 | 59.7   | 阿部龍   | 角川秀樹   | 菅野守雄                 |
| 第9回  | 2022年7月14日 | 1000m | 12頭 | アサクサロック     | 牝2  | 北海道 | 1:01.6 | 松井伸也 | 齊藤正弘   | 和田博美                 |
| 第10回 | 2023年8月24日 | 1200m | 11頭 | ヨシノヒローイン   | 牝2  | 北海道 | 1:13.6 | 松井伸也 | 松本隆宏   | 中村吉隆                 |
| 第11回 | 2024年8月21日 | 1200m | 10頭 | ゼロアワー         | 牝2  | 北海道 | 1:14.0 | 吉原寛人 | 佐々木国明 | （有）新生ファーム       |

### 各回競走結果の出典
- フルールカップ　歴代優勝馬 - 地方競馬全国協会

### 馬主の出典
- JBISサーチ
  - 2014年、2015年、2016年、2017年、2018年、2019年、2020年、2021年、2022年、2023年、2024年